# Avenida Pedro Linhares Gomes
A Avenida Pedro Linhares Gomes é um logradouro do município brasileiro de Ipatinga, no interior do estado de Minas Gerais. Começa na divisa com o município de Coronel Fabriciano, como uma continuação da Avenida Presidente Tancredo de Almeida Neves, integrando-se mais tarde ao curso da BR-381 até seu fim, na divisa com Santana do Paraíso. Com cerca de 11 km de comprimento, passa pelos bairros Usipa, Horto, Usiminas, Ferroviários, Iguaçu, Parque Ipanema, Novo Cruzeiro, Jardim Panorama, Caravelas e Veneza.

## História

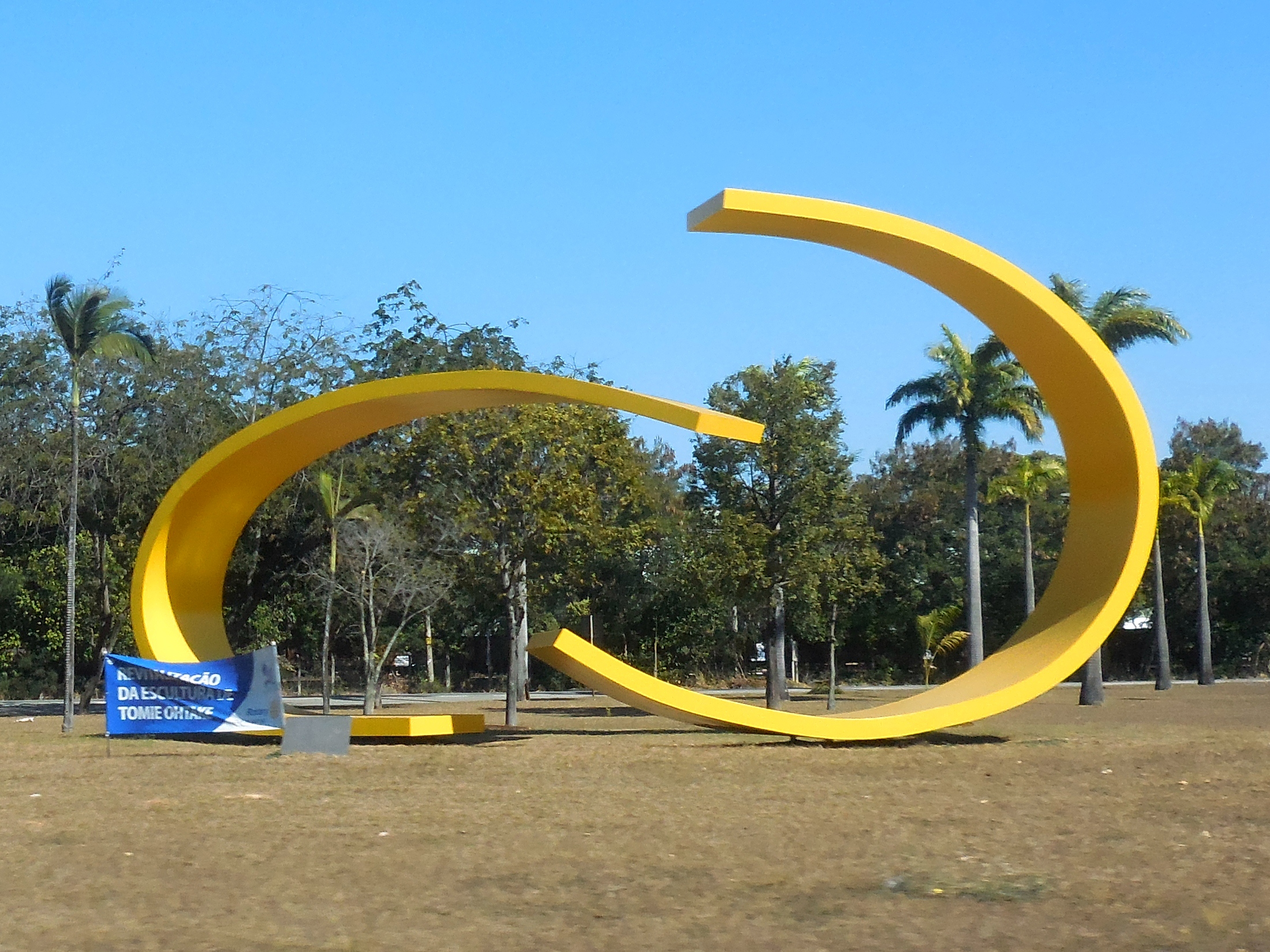
Monumento Tomie Ohtake, situado em meio às pistas da avenida próximo ao local onde ocorreu o Massacre de Ipatinga, em 1963.

A origem da via está relacionada à construção de uma estrada pela Usiminas, ligando a ponte sobre o rio Piracicaba entre Timóteo e Coronel Fabriciano a Ipatinga, por meio do atual "Morro da Usipa", na década de 1950. O objetivo era estabelecer um trajeto mais rápido entre o antigo Aeroporto da Acesita e a usina de Ipatinga. Posteriormente, essa estrada foi utilizada para a locação da rodovia MG-4, conectando João Monlevade ao lugarejo.
A partir do caminho já existente, a avenida foi criada em 18 de junho de 1960, em um contexto de expansão estrutural, populacional e econômica decorrente da instalação do complexo industrial da Usiminas. Ipatinga se emancipou de Coronel Fabriciano em 1964 e a antiga rodovia estadual MG-4 teve sua concessão integrada à BR-381 na mesma década, culminando na pavimentação e asfaltamento da via. Em 1969, foi estruturado o trecho rodoviário que liga Ipatinga a Governador Valadares.
O nome da via homenageia Pedro Linhares Gomes, nascido em Alvinópolis em outubro de 1929 e falecido em Ipatinga em novembro de 1991, após atuar como empresário do ramo imobiliário e se estabelecer no município na década de 1960. Veio atraído pela construção da Usiminas, tendo sido o responsável por vários loteamentos ao redor do bairro Canaã e obras como a drenagem do ribeirão Ipanema.
Entre 1977 e 1988, o trecho urbano da BR-381 em território ipatinguense foi duplicado pela própria prefeitura, que também executou obras de alargamento de canteiros e interseções em nível. Em 2006, foi concluída a construção de um anel rodoviário ligando o acesso ao distrito Cachoeira do Vale, em Timóteo, às proximidades do bairro Horto, a fim de reduzir o fluxo de veículos no interior de Timóteo e Coronel Fabriciano.

## Descrição
Às margens da avenida estão situados a Estação Intendente Câmara, uma das principais paradas do trem de passageiros e de carga da Estrada de Ferro Vitória a Minas (EFVM); o Shopping Vale do Aço, que é o maior shopping center do leste de Minas Gerais; o Centro Cultural Usiminas, localizado ao lado do Shopping do Vale, sendo seu teatro considerado um dos mais modernos do país; além do complexo industrial da Usiminas, que acompanha quase toda a extensão direita da via.
A avenida é conhecida pela incidência frequente de acidentes. Foi a via com a maior quantidade de acidentes em todo o Vale do Aço no período de 2014 a 2024, com um total de 4 mil ocorrências, seguida da Avenida José Selim de Sales (2 101). As ocorrências mais comuns incluem colisões, choques mecânicos e atropelamentos, por vezes fatais. O trecho conhecido como "Morro da Usipa", com cerca de 2 km, concentra parte significativa das colisões, em função das pistas serem sinuosas e em declive, porém o excesso de velocidade é apontado como uma das principais causas.